# クランタンFC
TRWクランタンFC (英: TRW Kelantan Football Club) は、マレーシア・クランタン州コタバルを本拠とするサッカークラブである。TRWは愛称であるThe Red Warriorsの略である。以前はクランタンFA（英: Kelantan Football Association、マレー語: Persatuan Bolasepak Kelantan）、つまりクランタン州サッカー協会が保有するクラブであった。

## 概要
クランタン州サッカー協会が保有するチームとしては1889年に創設されたが、現在のクラブの形になったのは1946年。
2010年にはマレーシアカップを獲得、2011年にはマレーシア・スーパーリーグとチャリティーシールドの二冠を達成し、AFCカップ2012への出場権を獲得した。
2018年シーズン、スーパーリーグで11位に終わり、マレーシア・プレミアリーグ（2部）降格が決定した。
クラブを私企業化してサッカー協会から分離することがFAMクラブライセンス交付に必要となったため、2020年、クランタン州サッカー協会はクラブの運営会社であるThe Red Warriors (TRW) Sdn Bhdを設立。9月にノリザム・トゥキマンがTRW社を買収してオーナーとなった。

## スタジアム
クランタンFAは1957年に建設された25,000人収容のスルタン・モハメド4世スタジアムを使用しているが、現在クランタン州の州都コタバルの南33kmのところにあるパシル・プティに40,000人収容の新スタジアムを建設予定である。

## 獲得タイトル

### 国内タイトル
- マレーシア・スーパーリーグ：2回
  - 2011、2012
- マレーシアカップ：2回
  - 2010、2012
- ピアラFAマレーシア：2回
  - 2012、2013
- マレーシア・チャリティーシールド：1回
  - 2011

## 過去の成績
- 2011年 - スーパーリーグ 優勝

## 現所属メンバー
2017年7月1日現在
注：選手の国籍表記はFIFAの定めた代表資格ルールに基づく。
| No. | Pos. |                | 選手名                                       |
| --- | ---- | -------------- | -------------------------------------------- |
| 1   | GK   | マレーシア     | モハマド・ラマダーン・ハミド                 |
| 2   | DF   | マレーシア     | ノルハフィズ・ザマニ・ミスバー               |
| 3   | DF   | マレーシア     | S.スブラマニアム                             |
| 4   | MF   | オーストラリア | ロザイミ・アズワル                           |
| 6   | DF   | マレーシア     | モハマド・ファリシャム・イスマーイール       |
| 7   | DF   | マレーシア     | モハマド・カイーム・マルジョニ・サビル       |
| 9   | FW   | レバノン       | アブー・バクル・アル＝ミル                   |
| 10  | FW   | マレーシア     | モハマド・ノル・ファルハン・ムハマド         |
| 11  | DF   | マレーシア     | ハスミザン・カマロディ                       |
| 12  | DF   | ガンビア       | ママドゥ・ダンソ                             |
| 13  | DF   | マレーシア     | モハマド・アブドゥル・アジズ・イスマーイール |
| 14  | MF   | マレーシア     | S.シナガラン                                 |
| 15  | DF   | マレーシア     | モハマド・ダウズ・ジャマルディン             |
| 16  | MF   | マレーシア     | モハマド・バドリ・モハマド・ラジ             |
| 18  | MF   | マレーシア     | モハマド・カイルル・イズアン・ロスリ         |

| No. | Pos. |            | 選手名                                         |
| --- | ---- | ---------- | ---------------------------------------------- |
| 19  | GK   | マレーシア | カイルル・ファーミ・チェ・マット               |
| 20  | FW   | マレーシア | ハッタフォン・ブン・アン                       |
| 21  | MF   | セネガル   | モルガロ・ゴミス                               |
| 23  | FW   | マレーシア | インドラ・プトラ・マハユディン                 |
| 24  | DF   | マレーシア | ザイルル・フィトゥリー・イシャク               |
| 25  | DF   | マレーシア | モハマド・ファリス・シャー・ロスリ             |
| 27  | DF   | マレーシア | フェイゾール・ナズリン                         |
| 29  | FW   | ブラジル   | アレッサンドロ・セリン                         |
| 30  | GK   | マレーシア | モハマド・シャリザン・イスマーイール           |
| 32  | DF   | マレーシア | ムハマド・アズワン・アリピン                   |
| 33  | GK   | マレーシア | アハマド・シハン・ハズミ・モハメド             |
| 34  | FW   | マレーシア | モハマド・ダニアル・アシュラフ・アブドゥッラー |
| 35  | MF   | マレーシア | ムハマド・ファディラー・モハド・パウジ         |
| 36  | FW   | マレーシア | ニク・アズリ・ニク・アリアス                   |

## 歴代監督
- ミラン・ジュリチッチ 1988, 1991
- ラヤゴパル・クリシュナサミ 2001-2002
- ノリザン・バカル 2007-2008
- ボージャン・ホダク 2012-2013
- ジョージ・ボアテング 2014-2015

## 歴代所属選手
- モハマド・ガダル 2012、2014
- インドラ・プトラ・マハユディン 2009-2010, 2012-2013, 2016-
- ワンザック 2014-2016